# Infernul lui Dante
Infernul lui Dante (titlu original: Dante's Inferno: An Animated Epic) este un film american, japonez și sud-coreean direct-pe-DVD din 2010 regizat de Mike Disa, Shukō Murase, Yasuomi Umetsu, Victor Cook, Jong-Sik Nam, Kim Sang-jin și Lee Seung-Gyu. Este creat în genurile film de animație, de acțiune, fantastic, fantezie întunecată. Graham McTavish interpretează vocea lui Dante, Vanessa Branch interpretează vocea iubitei lui Dante, Beatrice, Steven Blum pe cea a demonului Lucifer, iar Peter Jessop pe cea a poetului Virgil (Publius Vergilius Maro).  Scenariul este scris de Brandon Auman pe baza lucrării din Divina Comedie, Infernul de Dante Alighieri și pe baza jocului video omonim dezvoltat de Visceral Games și distribuit de Electronic Arts.

## Prezentare
Filmul este împărțit în mai multe părți. Fiecare capitol are stiluri variate de animație, în care Dante apare cu trăsături diferite, cum ar fi lungimea părului, proporțiile corpului sau armura.
Filmul începe cu întoarcerea lui Dante din Cruciada a treia (1189–1192). Cu vocea sa interioară, el descrie pădurile ca fiind sumbre și aproape mai rele decât moartea. El vede pe cineva care îl urmărește, dar de fiecare dată când încearcă să se apropie, urmăritorul său dispare. Când ajunge acasă, își găsește slujitorii uciși, tatăl său mort și logodnica sa iubită, căzută la pământ, înjunghiată mortal în stomac. Pe măsură ce moare, ea se transformă într-un spirit și începe să urce spre rai. Cu toate acestea, deghizat ca o umbră, Lucifer o prinde pe Beatrice din cer și o târăște spre porțile iadului.
Dante îi urmărește prin pădure, dar se oprește când se închide portalul prin care Lucifer cu Beatrice au pătruns în iad. Dante este atacat de o mulțime de creaturi și începe o luptă. După ce le măcelărește, este prins de o creatură de sub pământ cu numeroase brațe ca niște șerpi care îl ridică în aer. Brațele îi desenează o cruce roșie pe piept și mai multe desene cu cele mai mari păcate ale vieții sale. Poetul Virgil apare și se oferă să-i fie călăuză prin iad. După ce Dante se roagă, este în stare să deschidă porțile și să intre în iad în căutarea iubitei sale, Beatrice.
Imediat după sosirea lor în iad, Dante și Virgil se urcă pe o luntre demonică uriașă care este însuși Charon pentru a trece râul Acheron către primul cerc al iadului. Charon ordonă demonilor să-l atace pe Dante, deoarece nu este permisă intrarea celor vii în iad. Dante se luptă cu ei, dar își pierde sabia și ia o coasă de la unul din draci. Apoi, îl ucide pe Charon, lovindu-l cu coasa în cap.
Virgil și Dante ajung în primul cerc al iadului, Limbo, unde se află păgânii cu virtuți și bebelușii nebotezați. Aici Dante află că Beatrice era însărcinată cu copilul său atunci când a plecat în Crucuiadă, dar a avortat după cinci luni. Nu are timp să-l jelească, deoarece  este atacat de copii demonici. Dante și Virgil scapă de aceștia intrând într-o clădire mare. Aici pătrund într-o sală unde se află mari conducători, filozofi și gânditori ca Aristotel, Platon, Socrate și sultanul Saladin, cu ale cărui trupe Dante se luptase în timpul cruciadei sale. Ei merg mai departe și îl întâlnesc în cele din urmă pe regele Minos, a cărui sarcină este de a judeca toate sufletele și de a le trimite în cercul lor corespunzător al Iadului cu ajutorul unei uriașe roți din lemn. Când refuză accesul lui Dante, începe o luptă. Dante îl ucide pe Minos lăsându-l mort pe roata lui de judecată. Între timp, Lucifer a torturat-o pe Beatrice ucigând-o cu foc și înviind-o, înșelând-o la nesfârșit cu speranța salvării. El o chinuie cu ideea că Dante nu și-a respectat niciodată promisiunile de a nu o înșela după ce a plecat în Cruciadă.
Căzând pe țărmurile devastate de furtună ale unei insule, Dante observă că trupurile celor morți sunt spulberate de un vânt violent, ce-i împiedică să-și găsească liniștea. Virgil îi explică faptul că insula este al doilea cerc al iadului, unde se află Desfrânații, iar cei din vânt sunt prinși într-o furtună a pasiunii nesfârșite și fără de odihnă din cauza dorințelor carnale pe care le-au avut când erau în viață. Dante  se ghidează după strigătele din îndepărtare ale Beatricei și ajunge într-o cameră cu succubi care se transformă în demoni hidoși când le refuză avansurile. Pe măsură ce încearcă să-l seducă, își dă seama că și-a încălcat promisiunea față de Beatrice; în timpul cruciadei, o femeie eretică întemnițată a oferit o "răscumpărare" pentru a-și salva soțul de la a fi omorât în bătaie.  După ce a fost sub iluzia că a fost absolvit de orice păcat printr-o simplă declarație sumară a unui preot, el a acceptat oferta femeii din temniță. După ce a auzit acest lucru, Beatrice începe să-și piardă credința, dar refuză oferta lui Lucifer de a se căsători cu el.

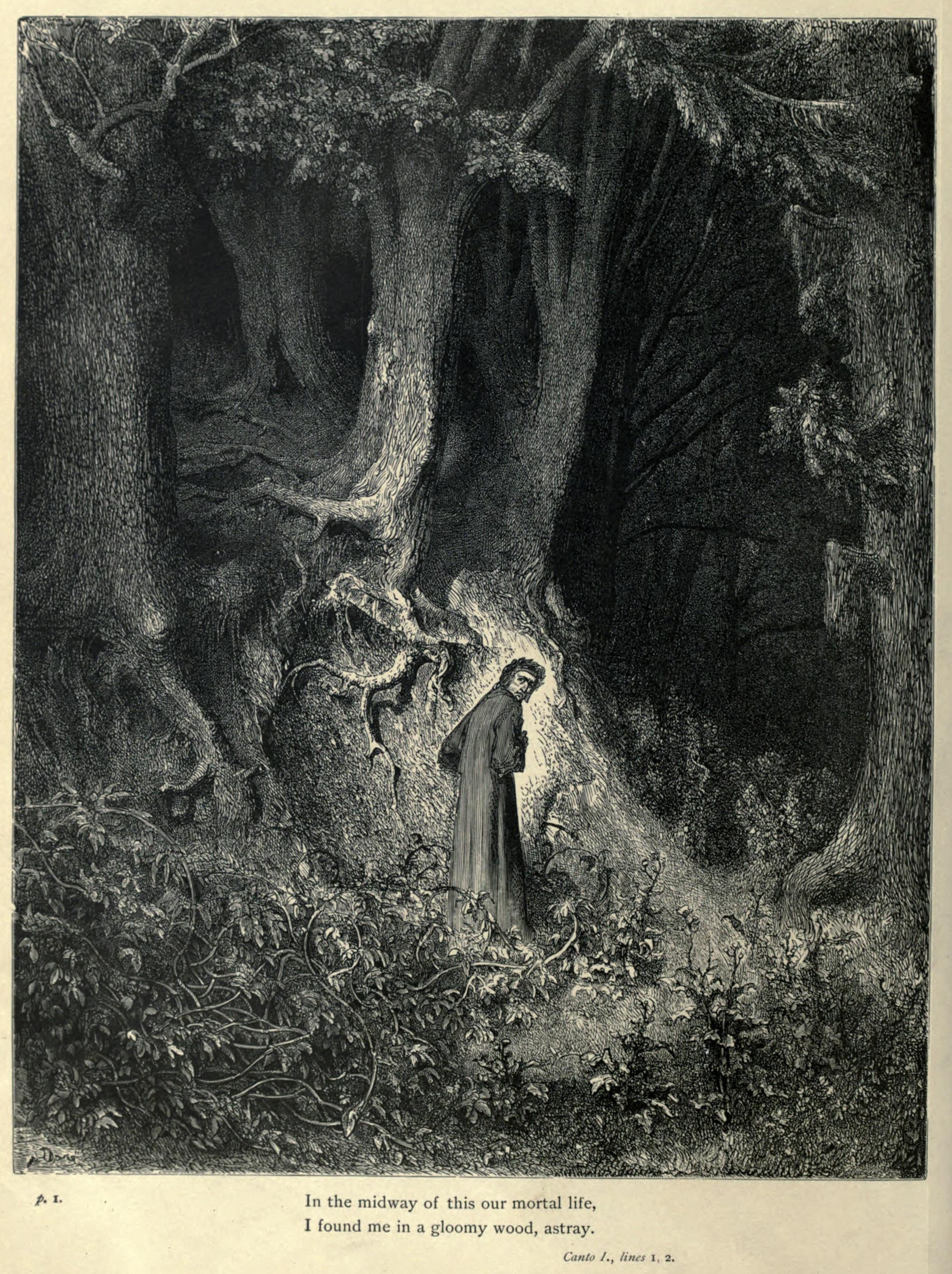
Dante în pădure, înainte de a intra în infern. Ilustrație de Gustave Doré

Ajung într-o grotă a bărbaților și a femeilor care au comis în viața păcatul lăcomiei și care acum suferă de lipsuri fără sfârșit. Mulți indivizi înfometați sunt prinși și devorați de Cerber și Virgil îi spune lui Dante că singura cale spre cercul următor este prin fiară. Dante se lasă mâncat și ajunge în stomacul câinelui monstruos din iad. Aici îl întâlnește pe Ciacco, un bărbat din satul său și după confesiunea acestuia, îl eliberează după ce-l binecuvântează cu crucea primită de la Beatrice. Spiritul lui Ciacco plutește spre cer, în timp ce apare umbra lui Lucifer, supărat că a eliberat suflete și începe să-l chinuiască pe Dante. Pentru a scăpa din burta lui Cerber, Dante atacă și distruge fiara, provocând demonul să-l scuipe într-un râu de sânge care se scurge în cercul următor.
În cercul următor, Dante și Virgil întâlnesc bărbați și femei care și-au risipit viața în căutarea unor bogății. Sufletele condamnate sunt torturate prin strivirea în prese de bani, fierte în aur și îngropate în mormane enorme de monede din aur grele. În acest cerc, Dante se confruntă cu tatăl său, căruia i s-a promis o mie de ani fără tortură și aur fără măsură dacă l-ar ucide pe fiul său. Începe o luptă cu înverșunare, Dante câștigă.
Cel de-al cincilea cerc al iadului este mânia. Virgil și Dante pot simți foarte mult furie în aer. Ei se îndreaptă spre râul Styx, unde violența continuă să se manifeste printre spiritele care se luptă în apele puțin adânci. Cei doi se urcă pe Flegias, un demon uriaș care traversează râul, în timp ce bărbații și femeile care îl cunosc pe Dante îl batjocoresc din noroiul fierbinte. Dante îl pune pe Flegias să atace orașul în care îl vede pe Lucifer înăuntru. Acesta tocmai anunța sufletelor blestemate intenția sa de a se căsători cu Beatrice. Lucifer  îl pune la pământ pe Flegias, iar Dante urmărește diavolul.
Cel de-al șaselea cerc al iadului este pentru  eretici, oameni care s-au opus învățăturii bisericilor lor. În timp ce călătoresc prin săli pline de bărbați și femei care  sunt aruncați în foc pentru totdeauna și torturați  cu diverse unelte, Dante se întâlnește cu Farinata, un alt bărbat pe care Dante îl urăște. Acesta îi dezvăluie planul lui Lucifer de a se căsători cu Beatrice și cum va fi prins Dante pentru totdeauna în iad. Dante îl ucide cu furie pe Farinata, chiar înainte de a fugi din cercul al șaselea care se prăbușește periodic din cauza forței morții lui Hristos. Virgil îi explică că acest lucru se întâmplă pentru o veșnicie.
Virgil îl ajută pe Dante să înfrunte cu ușurință Minotaurul, gardianul celui de-al șaptelea cerc, al violenței. Dante și Virgil intră în cel de-al șaptelea cerc,  fiind ajutați să treacă peste râu de centaurul Nessus. În acest râu, ei văd multe suflete care fierb într-un râu imens din sângele victimelor lor. Intrând în pădurea sinuciderii, Dante o găsește pe mama lui care crește lipită într-un copac, pedepsită pentru totdeauna pentru că s-a sinucis și nu a avut puterea să se opună soțului ei sau să-l părăsească. Lui Dante i s-a spus că a murit de febră. Copleșit de durere, Dante folosește crucea pentru a-i elibera sufletul mamei sale spre rai. Apoi se îndreaptă spre un cimitir din Nisipurile Abominabile, unde tovarășii săi cruciați și unul dintre prietenii săi apropiați și fratele Beatricei, Francesco, se ridică din mormânt îmbrăcați ca războinici. Acest cimitir este locul unde sufletele sunt condamnate pentru comiterea actelor de violență în numele lui Dumnezeu. Dante îl învinge pe Francesco după ce îi taie capul în două.  Dante reflectă la faptele sale: uciderea brutală în timpul cruciadei a mai multor eretici, inclusiv a bărbaților, a femeilor și a copiilor, fără pic de milă.
După ce au fost purtați de Geryon, Virgil se desparte de Dante, întrucât au ajuns pe tărâmul fraudei, al optulea cerc. Virgil îi spune lui Dante că trebuie doar să traverseze mai multe poduri foarte mari pentru a opri căsătoria lui Beatrice cu Lucifer, care are loc la capătul îndepărtat al podurilor. După ce Dante începe să treacă, începe să reflecteze asupra păcatelor sale. El își dă seama că tatăl său, slujitorii familiei și Beatrice au fost uciși de soțul femeii cu care a păcătuit față de Beatrice și de aceea  îl învinovățesc morții. Beatrice este cuprinsă de durere datorită trădării lui Dante, astfel încât acceptă nunta cu Lucifer. Ea se transformă într-un demon și își pierde aripile și dreptul de a ajunge în cer. Corpul ei este înghițit de flăcări, în timp ce continuă să-l atace pe Dante. Acesta este forțat de Beatrice să-și îndrepte privirea spre cercul al nouălea, pentru a vedea cel mai mare păcat. Acest păcat capital a fost că Dante a permis ca fratele ei să accepte în locul lui de bună voie vina pentru că i-a ucis pe prizonierii eretici. Copleșit de durere, îi arată lui Beatrice crucea, cea promisă că i-o va da înapoi la întoarcerea din cruciadă. Ea acceptă din nou dragostea lui Dumnezeu, este iertată și revine iar la forma ei angelică anterioară, în timp ce se sărută. Un înger cu două capete coboară din Rai să o ia. Beatrice promite că vor fi împreună în curând, dar pentru a scăpa de iad, el va trebui să-l înfrunte singur pe Lucifer.
Dante coboară în ultimul cerc, unde găsește cavernele înghețate ale trădătorilor. După ce rătăcește mult timp în întuneric, ajunge într-o peșteră foarte mare, plină de lanțuri imense înghețate, care îi blochează calea. Se strecoară prin ele, doar pentru a întâlni un demon cu trei fețe care pare să fie forma corporală a lui Lucifer. Acesta, eliberat din lanțurile sale de Dante, îl atacă. Dante ucide fiara și crede că a scăpat din Iad și intră în Purgatoriu, unde se află mântuirea sa. Dar Lucifer, eliberat de forma sa înghețată anterioară, își dezvăluie adevărata sa formă corporală și iese din trupul său fals. Apoi îl învinge cu ușurință pe Dante, dezvăluind totodată că mulți eroi l-au dezamăgit când au încercat fără succes să-l omoare, cum ar fi Ulise, Alexandru cel Mare, Attila și Lancelot. Dar nici unul dintre ei nu avea sufletul suficient de negru pentru a-i permite lui Lucifer să se elibereze din trupul înghețat. El îi dezvăluie că Beatrice a fost doar o momeală pentru a-l ademeni pe Dante în iad pentru a-l elibera din închisoare. Lucifer promite că va intra în Purgatoriu și apoi în Paradis, pentru a-l distruge și a creea un Iad nou mai mare. Dante își dă seama că nu-l poate opri singur pe Lucifer. Prin urmare, Dante se roagă și se pocăiește în umilință, cerându-și iertare și sacrificându-și propriul suflet pentru a-l învinge pe Lucifer și astfel să-l împiedice să cucerească Raiul. El cere puterea de a-l prinde pe Lucifer cu el pentru totdeauna în iad. Lucifer este îngrozit și încearcă să oprească pactul lui Dante cu Dumnezeu; totuși, el este oprit de un fascicul exploziv foarte luminos care emană din Dante și-l îngheață pe Lucifer.
Liber să meargă mai departe, Dante se scufundă în crăpătura care duce prin pământ spre Purgatoriu pentru a fi cu Beatrice, "nici viu în întregime, nici mort pe deplin". Mai târziu, în acea noapte, semnele păcatului desenate pe pieptul său se desprind și apoi se transformă într-o șopârlă și apoi într-un șarpe, presupus a fi Lucifer care așteaptă să se răzbune, care se pierde în depărtare.

## Distribuție
- Graham McTavish - Dante

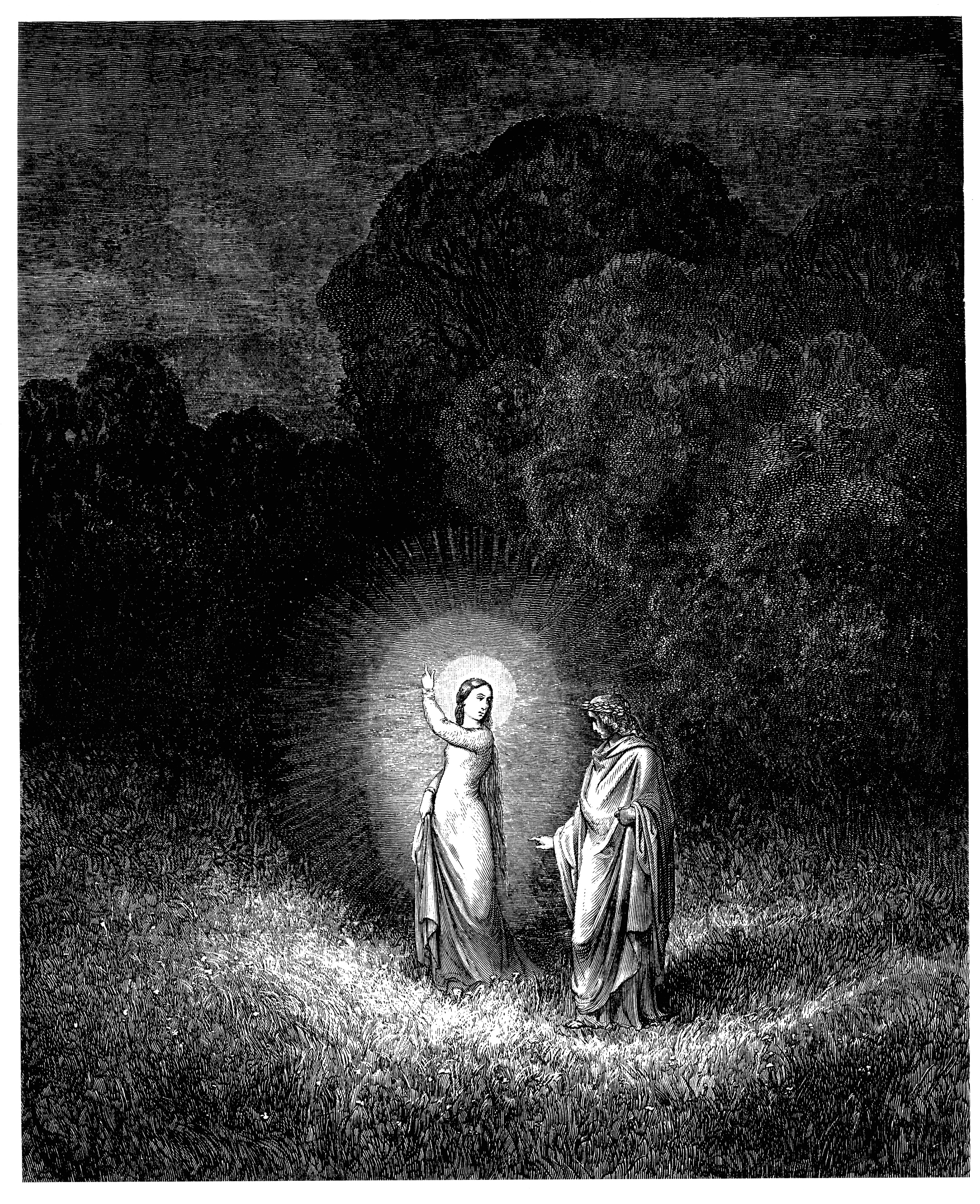
Beatrice și Virgil. Ilustrație de Gustave Doré

- Vanessa Branch - Beatrice, iubita lui Dante
- Steven Blum - Lucifer
- Peter Jessop - poetul Virgil
- Mark Hamill - Alighiero (tatăl lui Dante)
- Victoria Tennant - Bella
- Bart McCarthy - Filippo Argenti
- Kevin Michael Richardson - Regele Minos; Phlegyas
- John Paul Karliak - Răzbunătorul
- Tom Tate - Francesco
- J. Grant Albrecht - Ciacco, Farinata Uberti
- Stephen Apostolina - Walla
- Nika Futterman - Femeie din închisoare (soția răzbunătorului); succubus #4 din al doilea cerc
- Charlotte Cornwell - Nessus, succubus #3 din al doilea cerc
- Vanessa Marshall - succubus #2 din al doilea cerc; femeia prizonier înghețată din ultimul cerc
- Grey DeLisle - succubus #1 din al doilea cerc; Dante (la 10 ani)
- H. Richard Greene - Socrate, Regele Richard I
- John Rees (ca Greg Ellis) - Platon
- Shelley O'Neil - Copil
- Nicholas Guest - Preot-demon
- Wendy Cutler - voce nespecificată
- Lia Sargent - voce nespecificată
- Mark Sussman - voce nespecificată
- Dave Zyler (ca Dave Zyler)  - voce nespecificată

## Producție
Animațiile au fost realizate de studiourile: Film Roman, Production I.G, Dong Woo Animation, Manglobe, JM Animation, MOI Animation, Digital eMation, BigStar și EA Pictures. Film Roman a mai realizat animația filmului Moarte în spațiu: Creatorul, un alt film bazat pe jocuri video distribuite de Electronic Arts.  

### Echipa de producție
Co-regizori (câte unu de la diferite studiouri) ai filmului:
- Victor Cook
- Mike Disa
- Sang-Jin Kim
- Shûkô Murase
- Jong-Sik Nam
- Lee Seung-Gyu
- Yasuomi Umetsu
- Charlie Adler - regizor de voce

## Lansare și primire
A avut premiera la 9 februarie 2010 și a fost distribuit direct-pe-DVD de Starz.